# إليونور ماغدالين من نيوبورغ
إليانور المجدلية (بالألمانية: Eleonore von Pfalz-Neuburg)‏(Eleonore Magdalene Therese؛6 يناير 1655 ؛دوسلدورف– 19 يناير 1720؛فيينا) كانت إمبراطورة الرومانية المقدسة وملكة بوهيميا والمجر وملكة ألمانيا وأرشيدوقة من النمسا بزواجها من ليوبولد الأول، وهي أكبر أبناء فيليب فيلهلم، ناخب بالاتينات وإليزابيث أمالي من هسن-دارمشتات، ووالدة يوزف الأول وكارل السادس «أباطرة روماني مقدس» وماريا آنا، ملكة البرتغال وجدة كلا من ماريا تيريزا «إمبراطورة رومانية مقدس» وخوسيه الأول وبيدرو الثالث «ملوك البرتغال»، وله العديد من الأشقاء الصغار من بينهم ماريا صوفيا ملكة البرتغال، بزواجها من بيدرو الثاني ملك البرتغال، وماريا آنا، ملكة إسبانيا بزواجها من كارلوس الثاني ملك إسبانيا·